# Jean Sachot
Jean René Sachot (* 19. Mai 1895 in Montereau-Fault-Yonne; † 16. Juni 1986 in Cannes) war ein französischer Autorennfahrer.

## Karriere als Rennfahrer
Jean Sachot startete einmal beim 24-Stunden-Rennen von Le Mans. 1926 war er Partner von Lionel de Marmier im Werksteam von Salmson. Das Duo fiel nach einem Unfall vorzeitig aus. 

## Statistik

### Le-Mans-Ergebnisse
| Jahr | Team                        | Fahrzeug   | Teamkollege       | Platzierung | Ausfallgrund |
| ---- | --------------------------- | ---------- | ----------------- | ----------- | ------------ |
| 1926 | Société des Moteurs Salmson | Salmson D2 | Lionel de Marmier | Ausfall     | Unfall       |